# 15729 Yumikoitahana
15729 Yumikoitahana (1990 UB) là một tiểu hành tinh vành đai chính được phát hiện ngày 16 tháng 10 năm 1990 bởi A. Takahashi và K. Watanabe ở Kitami.